# Steilstrahlantenne
Als Steilstrahlantenne wird eine Sendeantenne im Mittelwellen- und Kurzwellenbereich bezeichnet, die vorwiegend senkrecht nach oben strahlt.
Ziel ist, ein Gebiet um die Antenne schwundfrei mit Rundfunk zu versorgen, indem die abgestrahlten Wellen an der Ionosphäre reflektiert werden. Die Reflexion ist winkelabhängig und funktioniert nur bei charakteristischen, tageszeit- und sonnenaktivitätsabhängigen Frequenzen unterhalb einiger Megahertz. Daher werden solche Antennen auch zur Untersuchung der Ionosphäre eingesetzt.

## Aufbau
Eine Steilstrahlantenne besteht aus einer zwischen zwei Türmen oder Masten gespannten Dipolantenne. Gelegentlich werden auch Kreuzdipole verwendet. Diese werden meist mit einer Phasenverschiebung von 90 Grad gespeist (Zirkularpolarisation).

## Beispiele
Eine Steilstrahlantenne zur Untersuchung der Ionosphäre befindet sich in Juliusruh auf der Insel Rügen. Die Antenne sendet Frequenzen zwischen 1 und 30 MHz zur Ionosphäre und wertet die reflektierten Signale aus. Diese Ionosonde überwacht die Ionosphäre als Glied eines weltweiten Netzes solcher Sonden.
Zur Rundfunkversorgung sendete der RIAS (später Deutschlandradio) zwischen 1978 und 1995 mit einer steilstrahlenden Kreuzdipolantenne auf der Frequenz 990 kHz vom Sender Berlin-Britz aus nachts mit Zirkularpolarisation und einer Sendeleistung von 300 kW.
Diese Antenne ermöglichte eine bessere Versorgung des Gebiets der DDR. Der Sendebetrieb wurde wegen nicht gegebener elektromagnetischer Umweltverträglichkeit 1995 eingestellt.
In der DDR seinerseits wurde das Programm Radio DDR I mit einer Steilstrahlantenne vom Sender Burg aus auf der Frequenz 1575 kHz verbreitet. Auch Megaradio bediente sich zwischen 2002 und 2003 dieser Antenne, um sein Programm auf dieser Frequenz zu verbreiten.
Eine weitere Steilstrahlantenne befand sich bis Mitte der 1980er Jahre bei den Sendeanlagen in Mainflingen.
Der Schweizer Rundfunk betrieb in der Nähe des Landessenders Sarnen eine – inzwischen außer Betrieb genommene – Steilstrahlantenne für die Frequenz 1566 kHz.